# Едфу
Едфу (ег. Джеб, лат. Аполинополис Магна) е древноегипетски град, административен център на ном в южната част на Горен Египет.
Основният храм (строен е между 237 и 57 г. пр.н.е.) е един от най-добре запазените в Египет и втори по големина след храма в Карнак.